# Burgstall Gleißenberg
Der Burgstall Gleißenberg ist eine abgegangene Höhenburg auf einer 627,4 m ü. NHN hohen Bergzunge etwa 1300 Meter nordöstlich der Gemeinde Gleißenberg im oberpfälzischen Landkreis Cham in Bayern. Die Anlage wird als Bodendenkmal unter der Aktennummer D-3-6642-0001 im Bayernatlas als „mittelalterlicher Burgstall“ geführt. 
Die Burg wurde im 12. Jahrhundert erbaut und war vermutlich eine Ministerialenburg und Sitz der Edelfamilie Hausner, die bis um 1400 in Geißenberg nachweisbar ist. 1395 werden die Herren von Geißenberg als Besitzer genannt. Spätestens im 16. Jahrhundert war die Burg verfallen.
Von der ehemaligen kleinen Burganlage auf einem Burgplateau von etwa 25 bis 30 mal 50 Metern ist nichts mehr erhalten.